# Cora Westland
Cora Westland (Bussum, Holanda del Nord, 28 d'octubre de 1962) va ser una ciclista neerlandesa. Va obtenir dues medalles d'or als Campionats del Món en contrarellotge per equips, i va competir a la Cursa individual femenina en carretera als Jocs Olímpics d'Estiu de 1988.

## Palmarès
- 1989
  - Vencedora d'una etapa al Tour de l'Aude
- 1990
  -  Campiona del Món en contrarellotge per equips (amb Leontien Van Moorsel, Astrid Schop i Monique Knol)